# Pucciniastrum boehmeriae
Pucciniastrum boehmeriae är en svampart som först beskrevs av Dietel, och fick sitt nu gällande namn av Syd. & P. Syd. 1903. Pucciniastrum boehmeriae ingår i släktet Pucciniastrum och familjen Pucciniastraceae.   Inga underarter finns listade i Catalogue of Life.